# Fritz Förderer
Fritz Förderer (Karlsruhe, 5 gennaio 1888 – Weimar, 20 dicembre 1952) è stato un calciatore tedesco, di ruolo attaccante.

## Carriera

### Nazionale
Giocò nella nazionale tedesca durante le Olimpiadi del 1912.